# Ute Cantera-Lang
Ute Cantera-Lang (* 1974 in Erlangen) ist eine Übersetzerin aus dem Kurdischen (Sorani).

## Leben
Ute Cantera-Lang lebt in Österreich und studierte Musik an der Universität für Musik und darstellende Kunst Graz. Sie übersetzt gemeinsam mit Rawezh Salim Werke von kurdischen Autoren wie Bachtyar Ali und Sherzad Hassan.
Die Übersetzung von „Der letzte Granatapfel“ gilt als erste Romanübersetzung vom Sorani ins Deutsche. Durch die Übersetzung dieses Romans gelang dem Autor der Durchbruch in der deutschsprachigen Literatur. Der kurdische Autor Bachtyar Ali erhielt im Jahre 2017 den Nelly-Sachs-Preis und im Jahre 2023 den Hilde-Domin-Preis für Literatur im Exil. Im Jahre 2022 gelang es dem Übersetzerteam (Ute Cantera-Lang und Rawezh Salim) einen weiteren kurdischen Autor Sherzad Hassan im deutschsprachigen Raum bekannt zu machen. Das Werk „Die Nacht, in der Jesus herabstieg“ erschien im Verlag Klingenberg. Weiteres übersetzte das Team Kurzgeschichten des kurdischen Schriftstellers Jiyar Jahan Fard, die im Dietz Verlag, im PEN Zentrum Deutschland sowie im SIGNUM (Blätter für Literatur und Kritik) publiziert wurden.

## Übersetzungen
- Der letzte Granatapfel, Autor Bachtyar Ali, Unionsverlag, Zürich 2016, ISBN 978-3-293-00499-3.
- Perwanas Abend, Autor Bachtyar Ali, Unionsverlag, Zürich 2019, ISBN 978-3-293-00553-2.
- Mein Onkel, den der Wind mitnahm, Autor Bachtyar Ali, Unionsverlag, Zürich 2021, ISBN 978-3-293-00571-6.
- Das Lächeln des Diktators, Autor Bachtyar Ali, Unionsverlag, Zürich 2022, ISBN 978-3-293-00588-4.
- Die Nacht, in der Jesus herabstieg, Autor Sherzad Hassan,  Verlag Klingenberg, Österreich 2022, ISBN 978-3-903284-13-5.
- Kurzgeschichten: Eine Stimme, die mich nicht loslässt. und Ein Sarg für das Leben. In: KEIN LAND NIRGENDS? Flucht aus Deutschland, Flucht nach Deutschland /1933–1945 und heute. Dietz Verlag, Berlin 2022, ISBN 978-3-8012-0644-4.
- Das Ungleichgewicht der Köpfe. In: Anthologie Buch der Writers in Exile. PEN Zentrum Deutschland 2021, ISBN 978-3-96196-200-6.
- Ein Teppich für den Tod. In: Magazin Signum. Winter 2021, ISSN 1438-9355.
- Die Herrin der Vögel, Autor Bachtyar Ali, Unionsverlag, Zürich 2024, ISBN 978-3-293-00614-0[9]